# Edson Caires de Souza
Edson Caires de Souza ou simplesmente Edson, (São João del-Rei, 14 de junho de 1926 — Local e data da morte desconhecidos) foi um futebolista brasileiro que atuou como meio-campista.

## Carreira
Edson atuou no Fluminense entre 11 de março de 1951 e 28 de janeiro de 1956, tendo disputado 224 jogos pelo Tricolor, com 129 vitórias, 39 empates e 56 derrotas, marcando 3 gols e tendo formado o meio de campo do time campeão da Copa Rio de 1952 com Jair e Bigode.
Edson foi um dos jogadores agraciados com o Prêmio Belfort Duarte, em 31 de outubro de 1955, por passar 10 anos sem sofrer uma expulsão, tendo disputado pelo menos 200 jogos, conforme regras da premiação.

## Títulos
Fluminense
- Copa Rio: 1952
- Taça Adriano Ramos Pinto: 1952 (Copa Rio - Fluminense versus Corinthians)
- Taça Cinquentenário do Fluminense: 1952 (Copa Rio - Fluminense versus Corinthians)
- Taça Milone: 1952 (Copa Rio - Fluminense versus Corinthians)
- Campeonato Carioca: 1951
- Torneio Início do Campeonato Carioca: 1954 e 1956
- Torneio José de Paula Júnior: 1952
- Copa das Municipalidades do Paraná: 1953
- Taça Secretário da Viação de Obras Públicas da Bahia: 1951 (Esporte Clube Bahia versus Fluminense)
- Taça Madalena Copello: 1951 (Fla-Flu)
- Taça Desafio: 1954 (Fluminense versus Uberaba)

### Prêmios individuais
- Prêmio Belfort Duarte: 1955